# Variationsrechnung
Die Variationsrechnung ist ein mathematisches Teilgebiet der Analysis, in welchem kleine Änderungen in Funktionen und Funktionalen studiert werden, um Minima und Maxima von Funktionalen zu bestimmen. 
Dieses (unendlichdimensionale) Optimierungsproblem mit Anwendungen in der theoretischen und der mathematischen Physik wurde um die Mitte des 18. Jahrhunderts insbesondere von Leonhard Euler und Joseph-Louis Lagrange zu einem Fachgebiet entwickelt. Die Variationsrechnung, ihre verwandten Themen und Anwendungen sind Gegenstand aktueller Lehre, Weiterentwicklung und Forschung. Die Frage „Wie können die Methoden der Variationsrechnung weiterentwickelt werden?“ ist das 23. Problem auf Hilberts Liste. Weitere Beiträge lieferten u. a. die Mathematiker Ennio De Giorgi und Charles Morrey. Ihre Forschungsarbeiten führten zur Lösung des 19. Hilbert-Problems mit der Herausforderung „Sind alle Lösungen von regulären Variationsproblemen analytisch?“. Die von der deutschen Mathematikerin Emmy Noether entwickelten Theoreme, die mit der Variationsrechnung zusammenhängen, spielen heutzutage eine bedeutende Rolle in der modernen Physik (Symmetrie). Der US-Mathematikerin Karen Uhlenbeck wurde 2019 der Abelpreis zugesprochen. Uhlenbeck hat sich intensiv mit der Variationsrechnung befasst.

## Grundlagen
Die Variationsrechnung beschäftigt sich mit reellen Funktionen von Funktionen, die auch Funktionale genannt werden. Solche Funktionale können etwa Integrale über eine unbekannte Funktion und ihre Ableitungen sein. Dabei interessiert man sich für stationäre Funktionen, also solche, für die das Funktional ein Maximum, ein Minimum (Extremale) oder einen Sattelpunkt annimmt. Einige klassische Probleme können elegant mit Hilfe von Funktionalen formuliert werden.
Das Schlüsseltheorem der Variationsrechnung ist die Euler-Lagrange-Gleichung, genauer „Euler-Lagrange’sche Differentialgleichung“. Diese beschreibt die Stationaritätsbedingung eines Funktionals. Wie bei der Aufgabe, die Maxima und Minima einer Funktion zu bestimmen, wird sie aus der Analyse kleiner Änderungen (Variation) um die angenommene Lösung hergeleitet. Die Euler-Lagrangesche Differentialgleichung ist lediglich eine notwendige Bedingung. Weitere notwendige Bedingungen für das Vorliegen einer Extremalen lieferten Adrien-Marie Legendre und Alfred Clebsch sowie Carl Gustav Jacob Jacobi. Eine hinreichende, aber nicht notwendige Bedingung stammt von Karl Weierstraß. Weierstraß präsentierte ein Gegenbeispiel zum Dirichletschen Prinzip. Basierend auf dieser neuen Erkenntnis („Existenztheorien“) entwickelte sich die Variationsrechnung fortan zu den Direkten Methoden der Variationsrechnung.

## Anwendungsgebiete

### Historisch
Ein typisches Anwendungsbeispiel ist das Brachistochronenproblem: Auf welcher Kurve in einem Schwerefeld von einem Punkt A zu einem Punkt B, der unterhalb, aber nicht direkt unter A liegt, benötigt ein Objekt die geringste Zeit zum Durchlaufen der Kurve? Von allen Kurven zwischen A und B minimiert eine den Ausdruck, der die Zeit des Durchlaufens der Kurve beschreibt. Dieser Ausdruck ist ein Integral, das die unbekannte, gesuchte Funktion, die die Kurve von A nach B beschreibt, und deren Ableitungen enthält.

### Ingenieurwesen
Die Variationsrechnung findet Anwendung in der Steuerungs- und Regelungstheorie, wenn es um die Bestimmung von Optimalreglern geht. Die aus dem Verfahren von Ritz weiterentwickelte Finite-Elemente-Methode findet z. B. Anwendung in der Strukturmechanik.

### Mathematik
Die Methoden der Variationsrechnung tauchen bei den Hilbertraum-Techniken, der Morsetheorie und bei der symplektischen Geometrie auf. Der Begriff Variation wird für alle „Extremal-Probleme“ von Funktionen verwendet. Geodäsie und Differentialgeometrie sind Bereiche der Mathematik, in denen Variationen eine Rolle spielen, bzw. mittels dieser weiterentwickelt wird. Besonders am Problem der minimalen Oberflächen (vgl. auch Plateau-Problem), die etwa bei Seifenblasen auftreten, wurde viel gearbeitet. Variationsmethoden finden Anwendung bei den partiellen Differentialgleichungen. In der Mathematik wurde die Variationsrechnung beispielsweise bei der riemannschen Behandlung des Dirichlet-Prinzips für harmonische Funktionen verwendet.
Andere Weiterentwicklungen existieren, z. B. Γ-Konvergenz, stochastische Variationsmethoden.

### Physik
Die Variationsrechnung ist die mathematische Grundlage aller physikalischen Extremalprinzipien und deshalb besonders in der theoretischen Physik wichtig, so etwa im Lagrange-Formalismus der klassischen Mechanik bzw. der Bahnbestimmung, in der Quantenmechanik in Anwendung des Prinzips der kleinsten Wirkung und in der statistischen Physik im Rahmen der Dichtefunktionaltheorie.

## Direkte Methoden der Variationsrechnung
Grundlegend ist der Euler-Lagrange Ansatz effektiv im Auffinden von Extremalen von Funktionalen. Jedoch ist es bereits bei mehreren Variablen, wo die Euler-Lagrange-Gleichung eine partielle Differentialgleichung darstellt, nicht möglich, eine explizite Lösung zu finden. Es existieren weitere Einschränkungen. Hingegen gehen die sog. Direkten Methoden der Variationsrechnung auf den generellen Fall ein, welcher der Frage nachgeht, unter welchen generellen Bedingungen können Funktionale minimiert werden? Die Ansätze bedienen sich dabei stark der Methoden der Funktionalanalysis. Wichtige Theoreme und Beiträge zur Methode erfolgten durch Tonelli, Ascoli, Arzelà und Hilbert.
Zu den direkten Methoden der Variationsrechnung zählen z. B. das Approximationsverfahren nach Ritz sowie das Differenzenverfahren nach Euler. Die mathematische Theorie dazu hat Zusammenhänge mit der Theorie der Konvexen Analysis.

## Euler-Lagrange-Gleichung
Zentrales Element bildet die Euler-Lagrange-Gleichung
{\displaystyle \delta I(x,\delta x)=0},
die für {\textstyle I=\int {\mathcal {L}}\,\mathrm {d} t} gerade zur Lagrange-Gleichung aus der klassischen Mechanik wird. {\displaystyle \delta } ist dabei die Variation, {\displaystyle {\mathcal {L}}} die sog. Lagrangefunktion und {\displaystyle I} das Funktional. Mehr dazu siehe die Herleitung.

### Ein Hilfsmittel aus der Analysis reeller Funktionen in einer reellen Veränderlichen
Im Folgenden wird eine wichtige Technik der Variationsrechnung demonstriert, bei der eine notwendige Aussage für eine lokale Minimumstelle einer reellen Funktion mit nur einer reellen Veränderlichen in eine notwendige Aussage für eine lokale Minimumstelle eines Funktionals übertragen wird. Diese Aussage kann dann oftmals zum Aufstellen beschreibender Gleichungen für stationäre Funktionen eines Funktionals benutzt werden.
Sei ein Funktional {\displaystyle I\colon X\to \mathbb {R} } auf einem Funktionenraum {\displaystyle X} gegeben ({\displaystyle X} muss mind. ein topologischer Raum sein). Das Funktional habe an der Stelle {\displaystyle x\in X} ein lokales Minimum.
Durch den folgenden einfachen Trick tritt an die Stelle des „schwierig handhabbaren“ Funktionals {\displaystyle I} eine reelle Funktion {\displaystyle F(\alpha )}, die nur von einem reellen Parameter {\displaystyle \alpha } abhängt „und entsprechend einfacher zu behandeln ist“.
Mit einem {\displaystyle \epsilon >0} sei {\displaystyle (x_{\alpha })_{\alpha \in (-\epsilon ,\epsilon )}} eine beliebige stetig durch den reellen Parameter {\displaystyle \alpha } parametrisierte Familie von Funktionen {\displaystyle x_{\alpha }\in X}. Dabei sei die Funktion {\displaystyle x_{0}} (d. h., {\displaystyle x_{\alpha }} für {\displaystyle \alpha =0}) gerade gleich der stationären Funktion {\displaystyle x}. Außerdem sei die durch die Gleichung
{\displaystyle F(\alpha ):=I(x_{\alpha })}
definierte Funktion {\displaystyle F\colon (-\epsilon ,\epsilon )\to \mathbb {R} } an der Stelle {\displaystyle \alpha =0} differenzierbar.
Die stetige Funktion {\displaystyle F} nimmt dann an der Stelle {\displaystyle \alpha =0} ein lokales Minimum an, da {\displaystyle x_{0}=x} ein lokales Minimum von {\displaystyle I} ist.
Aus der Analysis für reelle Funktionen in einer reellen Veränderlichen ist bekannt, dass dann {\displaystyle \textstyle {\frac {\mathrm {d} }{\mathrm {d} \alpha }}F(\alpha )|_{\alpha =0}=0} gilt. Auf das Funktional übertragen heißt das
{\displaystyle \left.{\frac {\mathrm {d} }{\mathrm {d} \alpha }}I(x_{\alpha })\right|_{\alpha =0}=0.}
Beim Aufstellen der gewünschten Gleichungen für stationäre Funktionen wird dann noch ausgenutzt, dass die vorstehende Gleichung für jede beliebige („gutartige“) Familie {\displaystyle (x_{\alpha })_{\alpha \in (-\epsilon ,\epsilon )}} mit {\displaystyle x_{0}=x} gelten muss.
Das soll im nächsten Abschnitt anhand der Euler-Gleichung demonstriert werden.

### Euler-Lagrange-Gleichung; Variationsableitung; weitere notwendige bzw. hinreichende Bedingungen
Gegeben seien zwei Zeitpunkte {\displaystyle t_{a},t_{e}\in \mathbb {R} } mit {\displaystyle t_{e}>t_{a}} und eine in allen Argumenten zweifach stetig differenzierbare Funktion, die Lagrangefunktion
{\displaystyle {\mathcal {L}}\colon (t_{a},t_{e})\times G\to \mathbb {R} \ ,\quad G\subset \mathbb {R} ^{n}\times \mathbb {R} ^{n}\ ,\quad G{\text{ offen}}}.
Beispielsweise ist bei der Lagrangefunktion des freien relativistischen Teilchens mit Masse {\displaystyle m} und {\displaystyle c=1}
{\displaystyle {\mathcal {L}}(t,x,v)=-m{\sqrt {1-v^{2}}}}
das Gebiet {\displaystyle G} das kartesische Produkt von {\displaystyle \mathbb {R} ^{3}} und dem Inneren der Einheitskugel.
Als Funktionenraum {\displaystyle X} wird die Menge aller zweifach stetig differenzierbaren Funktionen
{\displaystyle x\colon [t_{a},t_{e}]\to \mathbb {R} ^{n}}
gewählt, die zum Anfangszeitpunkt {\displaystyle t_{a}} und zum Endzeitpunkt {\displaystyle t_{e}} die fest vorgegebenen Orte {\displaystyle x_{a}} bzw. {\displaystyle x_{e}} einnehmen:
{\displaystyle x(t_{a})=x_{a}\ ,\quad x(t_{e})=x_{e}}
und deren Werte zusammen mit den Werten ihrer Ableitung in {\displaystyle G} liegen,
{\displaystyle \forall t\in [t_{a},t_{e}]\colon \left(x(t),{\frac {\mathrm {d} x}{\mathrm {d} t}}(t)\right)\in G}.
Mit der Lagrangefunktion {\displaystyle {\mathcal {L}}} wird nun das Funktional {\displaystyle I\colon X\to \mathbb {R} }, die Wirkung, durch
{\displaystyle I(x):=\int \limits _{t_{a}}^{t_{e}}{\mathcal {L}}(t,x(t),{\dot {x}}(t))\,\mathrm {d} t}
definiert.
Gesucht ist diejenige Funktion {\displaystyle x\in X}, die die Wirkung {\displaystyle I} minimiert.
Entsprechend der im vorhergehenden Abschnitt vorgestellten Technik untersuchen wir dazu alle differenzierbaren einparametrigen Familien {\displaystyle (x_{\alpha })_{\alpha \in (-\epsilon ,\epsilon )}\subset X}, die für {\displaystyle \alpha =0} durch die stationäre Funktion {\displaystyle x} des Funktionals gehen (es gilt also {\displaystyle x_{0}=x}). Genutzt wird die im letzten Abschnitt hergeleitete Gleichung
{\displaystyle 0=\left.{\frac {\mathrm {d} }{\mathrm {d} \alpha }}I(x_{\alpha })\right|_{\alpha =0}=\left[{\frac {\mathrm {d} }{\mathrm {d} \alpha }}\int \limits _{t_{a}}^{t_{e}}{\mathcal {L}}(t,x_{\alpha }(t),{\dot {x}}_{\alpha }(t))\,\mathrm {d} t\right]_{\alpha =0}}.
Hereinziehen der Differentiation nach dem Parameter {\displaystyle \alpha } in das Integral liefert mit der Kettenregel (Leibnizregel für Parameterintegrale)
{\displaystyle {\begin{aligned}0&=\left[\int \limits _{t_{a}}^{t_{e}}\left(\partial _{2}{\mathcal {L}}(t,x_{\alpha }(t),{\dot {x}}_{\alpha }(t))\partial _{\alpha }x_{\alpha }(t)+\partial _{3}{\mathcal {L}}(t,x_{\alpha }(t),{\dot {x}}_{\alpha }(t))\partial _{\alpha }{\dot {x}}_{\alpha }(t)\right)\,\mathrm {d} t\right]_{\alpha =0}\\&=\left[\int \limits _{t_{a}}^{t_{e}}\partial _{2}{\mathcal {L}}(t,x_{\alpha }(t),{\dot {x}}_{\alpha }(t))\partial _{\alpha }x_{\alpha }(t)\,\mathrm {d} t+\int \limits _{t_{a}}^{t_{e}}\partial _{3}{\mathcal {L}}(t,x_{\alpha }(t),{\dot {x}}_{\alpha }(t))\partial _{\alpha }{\dot {x}}_{\alpha }(t)\,\mathrm {d} t\right]_{\alpha =0}.\end{aligned}}}
Dabei stehen {\displaystyle \partial _{2},\partial _{3}} für die Ableitungen nach dem zweiten bzw. dritten Argument und {\displaystyle \partial _{\alpha }} für die partielle Ableitung nach dem Parameter {\displaystyle \alpha }.
Es wird sich später als günstig erweisen, wenn im zweiten Integral statt {\displaystyle \partial _{\alpha }{\dot {x}}_{\alpha }(t)} wie im ersten Integral {\displaystyle \partial _{\alpha }x_{\alpha }(t)} steht. Das erreicht man durch partielle Integration:
{\displaystyle 0=\left.\left.\left[\int \limits _{t_{a}}^{t_{e}}\partial _{2}{\mathcal {L}}(t,x_{\alpha }(t),{\dot {x}}_{\alpha }(t))\,\partial _{\alpha }x_{\alpha }(t)\,\mathrm {d} t+\right[\partial _{3}{\mathcal {L}}(t,x_{\alpha }(t),{\dot {x}}_{\alpha }(t))\,\partial _{\alpha }x_{\alpha }(t)\right]_{t=t_{a}}^{t_{e}}\right.}
{\displaystyle -\left.\int \limits _{t_{a}}^{t_{e}}{\frac {\mathrm {d} }{\mathrm {d} t}}\left(\partial _{3}{\mathcal {L}}(t,x_{\alpha }(t),{\dot {x}}_{\alpha }(t))\right)\,\partial _{\alpha }x_{\alpha }(t)\,\mathrm {d} t\right]_{\alpha =0}}
An den Stellen {\displaystyle t=t_{a}} und {\displaystyle t=t_{e}} gelten unabhängig von {\displaystyle \alpha } die Bedingungen {\displaystyle x_{\alpha }(t_{a})=x_{a}} und {\displaystyle x_{\alpha }(t_{e})=x_{e}}. Ableiten dieser beiden Konstanten nach {\displaystyle \alpha } liefert {\displaystyle \partial _{\alpha }x_{\alpha }(t_{a})=\partial _{\alpha }x_{\alpha }(t_{e})=0}. Deshalb verschwindet der Term {\displaystyle \left[\partial _{3}{\mathcal {L}}(t,x_{\alpha }(t),{\dot {x}}_{\alpha }(t))\partial _{\alpha }x_{\alpha }(t)\right]_{t=t_{a}}^{t_{e}}} und man erhält nach Zusammenfassen der Integrale und Ausklammern von {\displaystyle \partial _{\alpha }x_{\alpha }} die Gleichung
{\displaystyle 0=\left[\int \limits _{t_{a}}^{t_{e}}\left(\partial _{2}{\mathcal {L}}(t,x_{\alpha }(t),{\dot {x}}_{\alpha }(t))-{\frac {\mathrm {d} }{\mathrm {d} t}}\partial _{3}{\mathcal {L}}(t,x_{\alpha }(t),{\dot {x}}_{\alpha }(t))\right)\,\partial _{\alpha }x_{\alpha }(t)\,\mathrm {d} t\right]_{\alpha =0}}
und mit {\displaystyle x_{\alpha }(t)|_{\alpha =0}=x(t)}
{\displaystyle 0=\int \limits _{t_{a}}^{t_{e}}\left(\partial _{2}{\mathcal {L}}\left(t,x\left(t\right),{\dot {x}}\left(t\right)\right)-{\frac {\mathrm {d} }{\mathrm {d} t}}\partial _{3}{\mathcal {L}}\left(t,x\left(t\right),{\dot {x}}\left(t\right)\right)\right)\left[\partial _{\alpha }x_{\alpha }(t)\right]_{\alpha =0}\,\mathrm {d} t.}
Außer zum Anfangszeitpunkt und zum Endzeitpunkt unterliegt {\displaystyle x_{\alpha }(t)} keinen Einschränkungen. Damit sind die Zeitfunktionen {\displaystyle t\mapsto \left[\partial _{\alpha }x_{\alpha }(t)\right]_{\alpha =0}} bis auf die Bedingungen {\displaystyle \partial _{\alpha }x_{\alpha }(t_{a})=\partial _{\alpha }x_{\alpha }(t_{e})=0} beliebige zweimal stetig differenzierbare Zeitfunktionen. Die letzte Gleichung kann nach dem Fundamentallemma der Variationsrechnung also nur dann für alle zulässigen {\displaystyle \left[\partial _{\alpha }x_{\alpha }\right]_{\alpha =0}} erfüllt sein, wenn der Faktor {\textstyle \partial _{2}{\mathcal {L}}(t,x(t),{\dot {x}}(t))-{\frac {\mathrm {d} }{\mathrm {d} t}}\partial _{3}{\mathcal {L}}(t,x(t),{\dot {x}}(t))} im gesamten Integrationsintervall gleich null ist (das wird in den Bemerkungen etwas detaillierter erläutert). Damit erhält man für die stationäre Funktion {\displaystyle x} die Euler-Lagrange-Gleichung
{\displaystyle \partial _{2}{\mathcal {L}}(t,x(t),{\dot {x}}(t))-{\frac {\mathrm {d} }{\mathrm {d} t}}\partial _{3}{\mathcal {L}}(t,x(t),{\dot {x}}(t))=0},
die für alle {\displaystyle t\in (t_{a},t_{e})} erfüllt sein muss.
Die angegebene, zum Verschwinden zu bringende Größe bezeichnet man auch als Eulerableitung der Lagrangefunktion {\displaystyle {\mathcal {L}}},
{\displaystyle {\frac {{\hat {\partial }}{\mathcal {L}}}{{\hat {\partial }}x}}(t):=\left.{\frac {\partial {\mathcal {L}}(t,x,{\dot {x}})}{\partial x}}\right|_{(t,x(t),{\dot {x}}(t))}-{\frac {\mathrm {d} }{\mathrm {d} t}}\,\left(\left.{\frac {\partial {\mathcal {L}}(t,x,{\dot {x}})}{\partial {\dot {x}}}}\right|_{(t,x(t),{\dot {x}}(t))}\right)\,.}
Vor allem in Physikbüchern wird die Ableitung {\displaystyle \left.\partial _{\alpha }\right|_{\alpha =0}} als Variation bezeichnet. Dann ist {\displaystyle \delta x=\left.\partial _{\alpha }x_{\alpha }\right|_{\alpha =0}} die Variation von {\displaystyle x}. Die Variation der Wirkung
{\displaystyle \delta I(x,\delta x)=\int {\frac {\delta I}{\delta x(t)}}\delta x(t)\,\mathrm {d} t}
ist wie bei {\textstyle \mathrm {d} f=\sum _{i}(\partial _{i}f)\mathrm {d} x^{i}} eine Linearform in den Variationen der Argumente, ihre Koeffizienten {\textstyle {\frac {\delta I}{\delta x(t)}}} heißen Variationsableitung des Funktionals {\displaystyle I}. Sie ist im betrachteten Fall die Eulerableitung der Lagrangefunktion
{\displaystyle {\frac {\delta I}{\delta x(t)}}={\frac {{\hat {\partial }}{\mathcal {L}}}{{\hat {\partial }}x}}(t)}.

#### Bemerkungen

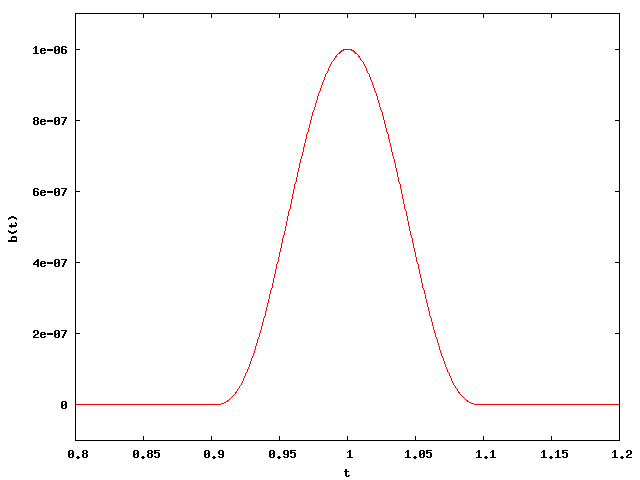
Die Funktion für und

Bei der Herleitung der Euler-Lagrange-Gleichung wurde berücksichtigt, dass eine stetige Funktion {\displaystyle a}, die für alle mindestens zweimal stetig differenzierbaren Funktionen {\displaystyle b} mit {\displaystyle \,b(t_{a})=b(t_{e})=0} bei Integration über
{\displaystyle \int _{t_{a}}^{t_{e}}a(t)b(t)\,\mathrm {d} t}
den Wert null ergibt, identisch gleich null sein muss.
Das ist leicht einzusehen, wenn man berücksichtigt, dass es zum Beispiel mit
{\displaystyle b(t):={\begin{cases}0&{\text{für }}t\leq t_{0}-\epsilon {\text{ oder }}t\geq t_{0}+\epsilon \\(t-t_{0}+\epsilon )^{3}(t_{0}-t+\epsilon )^{3}&{\text{für }}t\in (t_{0}-\epsilon ,t_{0}+\epsilon )\end{cases}}}
eine zweimal stetig differenzierbare Funktion gibt, die in einer {\displaystyle \epsilon }-Umgebung eines willkürlich herausgegriffenen Zeitpunktes {\displaystyle t_{0}\in (t_{a},t_{e})} positiv und ansonsten null ist. Gäbe es eine Stelle {\displaystyle t_{0}}, an der die Funktion {\displaystyle a} größer oder kleiner null wäre, so wäre sie aufgrund der Stetigkeit auch noch in einer ganzen Umgebung {\displaystyle (t_{0}-\epsilon ,t_{0}+\epsilon )} dieser Stelle größer bzw. kleiner null. Mit der eben definierten Funktion {\displaystyle b} ist dann jedoch das Integral {\textstyle \int \limits _{t_{a}}^{t_{b}}a(t)b(t)\,\mathrm {d} t} im Widerspruch zur Voraussetzung an {\displaystyle a} ebenfalls größer bzw. kleiner null. Die Annahme, dass {\displaystyle a} an einer Stelle {\displaystyle t_{0}} ungleich null wäre, ist also falsch. Die Funktion {\displaystyle a} ist also wirklich identisch gleich null.
Ist der Funktionenraum {\displaystyle X} ein affiner Raum, so wird die Familie {\displaystyle (x_{\alpha })_{\alpha \in (-\epsilon ,\epsilon )}} in der Literatur oftmals als Summe {\displaystyle x_{\alpha }(t):=x(t)+\alpha h(t)} mit einer frei wählbaren Zeitfunktion {\displaystyle h} festgelegt, die der Bedingung {\displaystyle h(t_{a})=h(t_{e})=0} genügen muss. Die Ableitung {\displaystyle \left.\partial _{\alpha }I(x_{\alpha })\right|_{\alpha =0}} ist dann gerade die Gateaux-Ableitung {\displaystyle \left.\partial _{\alpha }I(x+\alpha h)\right|_{\alpha =0}} des Funktionals {\displaystyle I} an der Stelle {\displaystyle x} in Richtung {\displaystyle h}. Die hier vorgestellte Version erscheint dem Autor etwas günstiger, wenn die Funktionenmenge {\displaystyle X} kein affiner Raum mehr ist (wenn sie beispielsweise durch eine nichtlineare Nebenbedingung eingeschränkt ist; siehe etwa gaußsches Prinzip des kleinsten Zwanges). Sie ist ausführlicher bei Smirnow dargestellt und lehnt sich an die Definition von Tangentialvektoren an Mannigfaltigkeiten an.
Im Falle eines weiteren, einschränkenden Funktionals {\textstyle J(x)=\int j(t,x,{\dot {x}},{\ddot {x}},\dots ,x^{(n)})d^{d}t}, der den Funktionenraum {\displaystyle X} dadurch einschränkt, dass {\displaystyle J(x)=0} gelten soll, kann man analog zum reellen Fall das Verfahren der Lagrange-Multiplikatoren anwenden:
{\displaystyle {\frac {\delta I}{\delta x_{i}}}=\lambda {\frac {\delta J}{\delta x_{i}}}}
für beliebiges {\displaystyle i=1,\dotsc ,n} und ein festes {\displaystyle \lambda \in \mathbb {R} }.

### Verallgemeinerung für höhere Ableitung und Dimensionen
Die obige Herleitung mittels partieller Integration lässt sich auf Variationsprobleme der Art
{\displaystyle I(\varphi )=\int {\mathcal {L}}(\varphi (x),\partial _{1}\varphi (x),\dots ,\partial _{d}\varphi (x),\dots )\mathrm {d} ^{d}x}
übertragen, wobei in den Abhängigkeiten Ableitungen {\displaystyle D^{\alpha }\varphi (x)} (siehe Multiindex-Notation) auch höherer Ordnung auftauchen, etwa bis zur Ordnung {\displaystyle \vert \alpha \vert \leq N}. {\displaystyle D^{\alpha }} ist gerade der Differentialoperator. In diesem Fall lautet die Euler-Lagrange-Gleichung:
{\displaystyle \sum _{\vert \alpha \vert \leq N}(-1)^{\vert \alpha \vert }D^{\alpha }{\frac {\delta {\mathcal {L}}}{\delta (D^{\alpha }\varphi (x))}}=0,}
wobei die Euler-Ableitung als
{\displaystyle {\frac {\delta {\mathcal {L}}}{\delta (D^{\alpha }\varphi (x))}}:=\left.{\frac {\partial {\mathcal {L}}}{\partial (D^{\alpha }\varphi )}}\right\vert _{\varphi =\varphi (x),\partial _{1}\varphi =\partial _{1}\varphi (x),\dots }}
zu verstehen ist. Hierbei sind in {\displaystyle D^{\alpha }\varphi } in selbsterklärender Weise symbolisch die entsprechende Abhängigkeit von {\displaystyle {\mathcal {L}}} repräsentiert, {\displaystyle D^{\alpha }\varphi (x)} steht für den konkreten Wert der Ableitung von {\displaystyle \varphi (x)}. Insbesondere wird auch über {\displaystyle \alpha =0} summiert.

### Weiterführende Verallgemeinerungen
Verallgemeinerungen für mehrere Funktionen, Dimensionen und auf Mannigfaltigkeiten können gemacht werden. In diesem Zusammenhang ist es günstig, einen sog. Euler-Operator einzuführen und davon gebrauch zu machen, wobei verschiedene Ansätze für den Operator existieren.

### Journale & andere Beiträge
- Calculus of Variations and Partial Differential Equations (ISSN 1432-0835)
- Advances in Calculus of Variations (ISSN 1864-8266)
- Alessio Figalli, Robert V. Kohn, Tatiana Toro, Neshan Wickramasekera: Calculus of Variations. In: Oberwolfach Reports. Band 17, Nr. 2, 1. Juli 2021, S. 1139–1196, doi:10.4171/owr/2020/22.

### Schools & Workshops
- 2nd Austrian Calculus of Variations Day (2022) – Universität Wien
- Advances in Calculus of Variations (2022) – Verschiedene Sponsoren
- Trends in Calculus of Variations and PDEs (2022) – University of Sussex, Universität Gent

### Moderne Lehrbücher
- Hansjörg Kielhöfer: Calculus of Variations (= Texts in Applied Mathematics. Band 67). Springer International Publishing, Cham 2018, ISBN 978-3-319-71122-5, doi:10.1007/978-3-319-71123-2 (englisch).
- Francis Clarke: Functional Analysis, Calculus of Variations and Optimal Control (= Graduate Texts in Mathematics. Band 264). Springer, London 2013, ISBN 978-1-4471-4819-7, doi:10.1007/978-1-4471-4820-3.

### Monografien
- Philippe Blanchard, Erwin Brüning: Direkte Methoden der Variationsrechnung. Springer, Vienna 1982, ISBN 978-3-7091-2261-7, doi:10.1007/978-3-7091-2260-0.
- Mariano Giaquinta, Stefan Hildebrandt: Calculus of Variations I (= A. Chenciner u. a. [Hrsg.]: Grundlehren der mathematischen Wissenschaften. Band 310). Springer, Berlin/Heidelberg 2004, ISBN 978-3-642-08074-6, doi:10.1007/978-3-662-03278-7.
- Mariano Giaquinta, Stefan Hildebrandt: Calculus of Variations II (= A. Chenciner u. a. [Hrsg.]: Grundlehren der mathematischen Wissenschaften. Band 311). Springer, Berlin/Heidelberg 2004, ISBN 978-3-642-08192-7, doi:10.1007/978-3-662-06201-2.
- Jürgen Jost, Xianqing Li-Jost: Calculus of variations (= Cambridge studies in advanced mathematics. Band 64). 1. publ Auflage. Cambridge Univ. Press, Cambridge 1998, ISBN 978-0-521-05712-7 (englisch).

### Klassische und historische Werke
- Oskar Bolza: Vorlesungen über Variationsrechnung. B. G. Teubner, Leipzig u. a. 1909, (Digitalisat). Dover 2018 (englisch).
- Paul Funk: Variationsrechnung und ihre Anwendung in Physik und Technik. Springer, Berlin/Heidelberg 1970, ISBN 978-3-642-88598-3, doi:10.1007/978-3-642-88597-6.
- I. M. Gelfand, S. W. Fomin: Calculus of variations. Dover Publications, Mineola, NY 2000, ISBN 978-0-486-41448-5 (Originaltitel: Calculus of variations. 1963. Übersetzt von Richard A. Silverman).
- Richard Courant: Methoden der mathematischen Physik 1. 3. Auflage. Springer Verlag, Berlin 1968, IV Die Grundtatsachen der Variationsrechnung, S. 139–233 (uni-goettingen.de – 3. Auflage von 1968 beruht auf den neu bearbeiteten englischen Ausgaben 1953, 1961 / online ist das Werk in der Version von 1924 verfügbar).
- Adolf Kneser: Variationsrechnung. In: Encyklopädie der mathematischen Wissenschaften mit Einschluss ihrer Anwendungen. Band 2: Analysis. Teil 1. B. G. Teubner, Leipzig 1898, S. 571–625.
- S. G. Michlin: Variationsmethoden der mathematischen Physik. Akademie-Verlag, Berlin 1962.
- Paul Stäckel (Hrsg.): Abhandlungen über Variations-Rechnung. 2 Theile. Wilhelm Engelmann, Leipzig 1894;
  - Theil 1: Abhandlungen von Joh. Bernoulli (1696), Jac. Bernoulli (1697) und Leonhard Euler (1744) (= Ostwald’s Klassiker der exakten Wissenschaften. 46, ISSN 0232-3419). 1894, (Digitalisat);
  - Theil 2: Abhandlungen von Lagrange (1762, 1770), Legendre (1786), und Jacobi (1837) (= Ostwald’s Klassiker der exakten Wissenschaften. 47). 1894, (Digitalisat).
- Friedrich Stegmann; Lehrbuch der Variationsrechnung und ihrer Anwendung bei Untersuchungen über das Maximum und Minimum. Kassel, Luckhardt, 1854.